# José Orive Vélez
José Orive Vélez (Barbate, 1961) és funcionari, i alcalde de Canovelles entre octubre de 2004 i octubre de 2016.
Amb quatre anys vingué a Catalunya de la seva Andalusia natal, i dos anys més tard la seva família s'establí a Canovelles. Es llicencià en Filosofia i Ciències de l'Educació (1995) i es diplomà en Pedagogia del Lleure i Animació Sociocultural (1990) per la Universitat de Barcelona. Després de treballador d'educador de l'escola bressol Sant Jordi (1985), l'any 1987 començà a treballar a l'ajuntament de Canovelles. En els anys següents hi feu de tècnic d'Infància i Joventut, de Festes i Relacions Ciutadanes, de Cultura i també de director del Centre Cultural.
Vinculat als moviments polítics i socials de Canovelles, a partir dels darrers setanta participà en moviments associatius veïnals que reivindicaven millores als barris, com l'"Associació de Veïns 15 Regions" de Canovelles, de la qual va ser secretari. Entre els anys 1975 i 1979 va militar a l'esquerra radical del PCE-i i intervingué en actuacions polítiques durant la Transició. A Canovelles participà en les reivindicacions i tancades al Centre Social reclamant l'edifici per al poble, en les accions per aconseguir la plaça de la Joventut, i en les tallades de la via del tren demanant escoles. Aquest activisme polític el portà a la presó després de ser detingut l'any 1979 a la Rambla de Barcelona mentre penjava una pancarta per reclamar la llibertat dels presos. Va estar empresonat durant un any i després va abandonar la militància política durant un temps.L'any 1999 es presentà a les eleccions municipals de Canovelles com a independent en la llista del PSC, partit on entrà a l'any següent. Sortí escollit regidor i fou designat segon tinent d'alcalde. El 2003 renovà l'acta de regidor i el 30 d'octubre de 2004 accedí a l'alcaldia com a alcalde accidental fins a la seva elecció definitiva el 13 de novembre de 2004. L'octubre de 2016, un any i uns mesos després de la reelecció amb majoria absoluta, tal com va fer el seu predecessor, presentà la seva dimissió posant fi a un mandat de 12 anys com a alcalde i 17 com a regidor. Fou succeït pel primer tinent alcalde Emilio Cordero, també del PSC.
Ha estat membre del Grup de Teatre i de l'Associació de Pares i Mares de l'Escola Jacint Verdaguer de Canovelles.